# Первые познанские анналы
Первые познанские анналы (лат. Annales Posnanienses I) — составленная неизвестным автором на латинском языке историческая компиляция на основе источников общих с Анналами краковского капитула, Каменцкими анналами, Краковскими компилятивными анналами, Анналами познанского капитула и рядом др. источников. Вероятно, этим источником (или одним из них) был ныне утраченный протограф древних Анналов краковского капитула. Название познанские получили от своего издателя В. Кетржинского, отметившего т.о. внимание их автора к истории Познани. Сохранились в рукописи XIV в. Охватывают период с 929 по 1341 гг. Содержат сведения как по ранней польской истории, так и по истории соседних стран: Чехии, Галицкого королевства, Золотой Орды.

## Издания
- Annales Posnanienses I / ed. Dr. Wojciech Ketrzynski // MPH, T. V, Lwow, 1888, p. 878—881.

- Annales Posnanienses / ed. M. Perlbach // MGH. SS. 1892. T. XXIX, p. 469—470[2].

## Переводы на русский язык
- Первые познанские анналы Архивная копия от 12 октября 2011 на Wayback Machine в переводе А. С. Досаева на сайте Восточная литература